# Méricourt-sur-Somme
Méricourt-sur-Somme korábbi község Franciaországban, Somme megyében. Lakosainak száma 221 fő (2018. január 1.). Méricourt-sur-Somme Étinehem, Chipilly, Morcourt és Proyart községekkel határos.
2017. január 1-jén Étinehem korábbi községgel egyesült és az így létrejött Étinehem-Méricourt új község része lett.

## Népesség
A település népességének változása:
| Lakosok száma | 206  | 216  | 218  | 221  |
|               | 2013 | 2015 | 2017 | 2018 |